# Cereseto
Cereseto (Ciarzin in piemontese) è un comune italiano di 371 abitanti della provincia di Alessandria, in Piemonte.

## Geografia fisica
Paese del Monferrato Casalese, è situato a 280 metri di altezza sul livello del mare, in provincia di Alessandria.
Il comune si sviluppa su una superficie di 1040 ettari. L'abitato è arroccato su un'altura, dominato dall'imponente castello. È situato sulla destra della strada di grande comunicazione che collega Asti a Casale Monferrato.

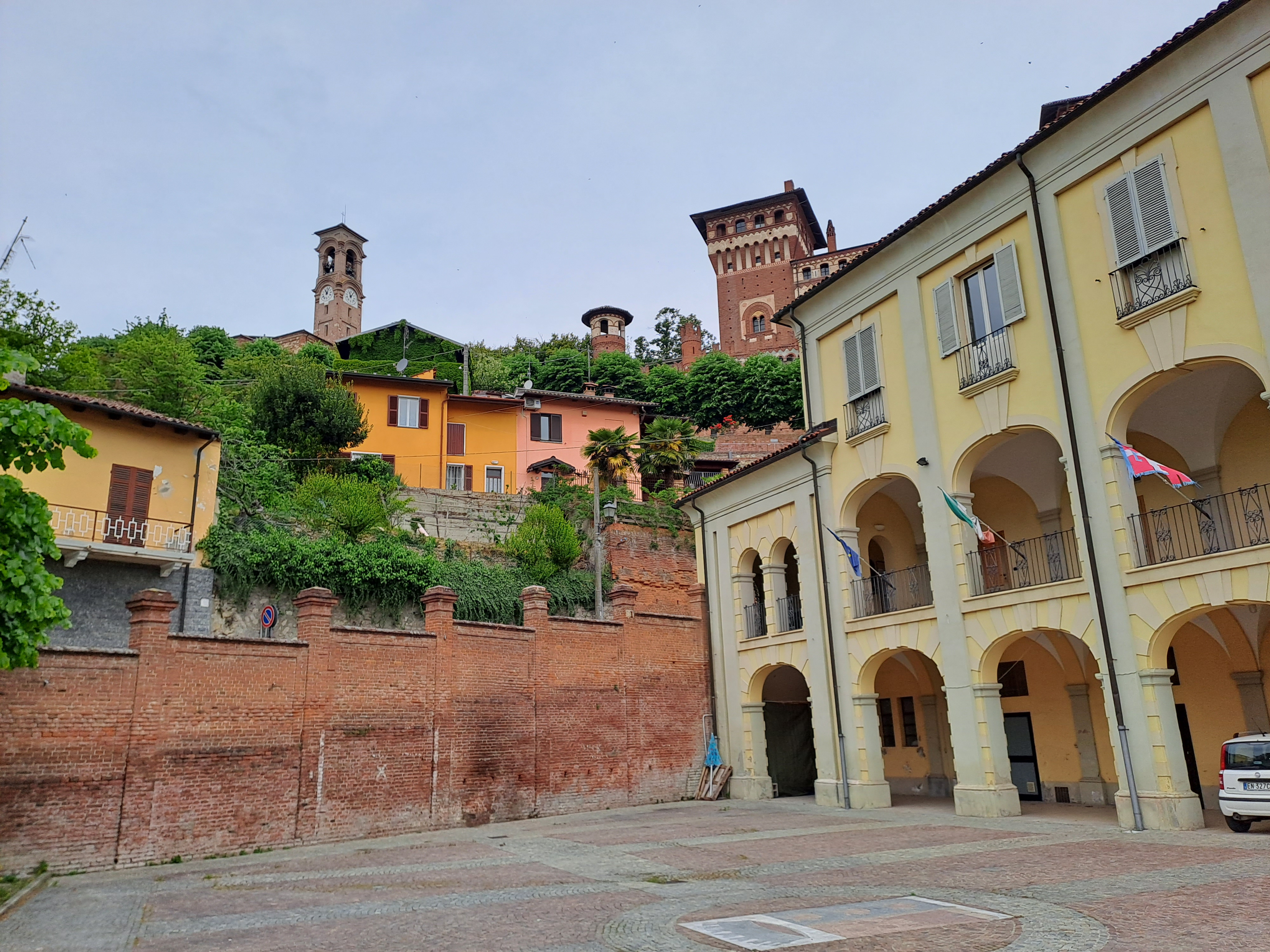
Palazzo del municipio (sulla destra); sullo sfondo campanile della chiesa parrocchiale e castello

## Storia
Il paese di Cereseto probabilmente è sorto sul colle attualmente individuabile nella zona di via San Tommaso e via San Grato, tra il 500 e il 600 d.C.; in questo punto del paese vi nacque una fornace, o meglio, un grosso forno, dove la terra impastata veniva messa a riposare in cantine sotterranee e poi cotta, ricavandone mattoni. Le più antiche carte conservate presso l'Archivio capitolare del duomo di Asti citano che intorno l'anno 957, il vescovo di Asti, Bruningo, fece una permuta di alcuni beni immobili situati a Cagliano, Serralunga e nella Valle Sabadina con Eldeprando di Cortecomaro, ottenendone in cambio altri beni situati sui territori di Cortecomaro ("…quinto campo est a locus ubi dicitur seralonga lacente latus terra ursoni est per mensura iusta tabolas; centum nonaganta et duas…"). Cereseto era quindi un piccolo feudo d'origini molto antiche. Il paese, sui documenti e sulle pergamene scritte a partire dall'anno 990 circa, è nominato come Cirisidum, Cerisido, Cirisito, Cirisido, Cerexeti, Cireseto ed infine Cereseto, probabilmente per le innumerevoli piante di ciliegio che prosperavano su tutte le colline circostanti e tra i vigneti (termine dialettale ciresa). Probabilmente, a partire dal decennio antecedente l'anno Mille, il paese era governato (dominus) dalla nobile famiglia dei Graseverto (a volte su alcuni documenti viene nominato come Braseverto o Branseverto), d'origini astigiane. Nel maggio del 999, fu redatto un documento che risulta essere, probabilmente, la fonte più antica che cita il paese di Cereseto: un "diploma" di Ottone III nel quale vengono confermati i beni appartenenti alla Curia Vescovile della città di Vercelli; nel documento compaiono inoltre i nomi dei seguaci del Re Arduino d'Italia (Marchesato di Ivrea), tra i quali "Graseverto de Cirisido". In un documento risalente al 1003, quando ad Asti vi era Pietro Vescovo, venne citato, come extimator di una permuta di beni, un certo Graseverto. Altre informazioni si possono trovare in un diploma di Enrico II, dove si legge che il Graseverto viveva secondo la legge longobarda ed aveva giurato fedeltà all'Imperatore. Figura inoltre, in alcuni documenti risalenti al 1014, che un certo Graseverto, probabilmente parente dell'omonimo vassallo, sia stato punito dall'imperatore Arrigo II. Tra il 1002 e il 1014 vi fu la lotta tra re Arduino e l'imperatore; sia Pietro, vescovo di Asti, che Graseverto parteggiarono per il Re Arduino: lo si può dedurre da alcuni documenti di permuta risalenti l'anno 1003, dove viene riportato l'anno di grazia di Arduino. Nella lotta tra il re Arduino e l'imperatore Arrigo II, quest'ultimo ne uscì vincitore. Cereseto fu quindi donato in perpetuo "…ideo quod quia legibus perdiderunt legibus nostra sunt legibus sancto Eusebio omnia in perpetuum damnus…" al vescovo di Vercelli, Leone (998-1026), per i danni che aveva subito dai seguaci del re. Il 5 ottobre 1164 Federico I di Svevia (il Barbarossa), a Belfort, confermò al Marchese del Monferrato alcune terre, tra le quali, non espressamente nominate, quelle di Cereseto. A partire dal 1358, furono redatti gli Statuti comunali. Come in molti altri comuni del Monferrato, il consiglio comunale riunì tutte le leggi ed i regolamenti allora vigenti, comprese le principali norme di carattere consuetudinario. Gli statuti del comune vennero aggiornati con ulteriori disposizioni e con l'aggiunta di capitoli, l'ultimo dei quali, in ordine di tempo, fu il capitolo n. 94 del 1457, approvato dal Marchese. Negli ultimi capitoli non sono più nominati né consoli, né rettori, come mediatori tra Comune e Marchesato. Nel periodo della pubblicazione dei primi Statuti, Cereseto era un comune signorile, sorto in seguito al dominio ed al potere della classe nobile "…ad laudem et magnificentia Ill.mi Principis et D.D. Marchionis Montisferrati ac Condominorum de Cerexeto…". Con sentenza dell'imperatore Carlo V, datata 3 novembre 1536 e sottoscritta a Genova, il Monferrato passò sotto il dominio dei Gonzaga e precisamente a Guglielmo X. Il 3 febbraio 1537 il paese fu governato, per breve tempo, dal capitano Giovanni Pasquerio. Il feudo monferrino di Cereseto, nell'anno 1587, divenne un Marchesato e di conseguenza il feudatario fu insignito del titolo di Marchese.

### Simboli

Stemma civico precedentemente in uso

Lo stemma e il gonfalone del comune di Cereseto sono stati concessi con il decreto del presidente della Repubblica del 23 ottobre 1997.
Stemma
Le ciliegie fanno riferimento al toponimo Cerisietum che deriva dalla presenza di fitti boschi di ciliegi nel suo territorio in età medievale; il castello rappresenta il maniero neogotico che domina il borgo, costruito dall'imprenditore Riccardo Gualino tra il 1902 e il 1922; i tre ricci di castagno sono arma parlante della famiglia Ricci di Cereseto.
Gonfalone

## Monumenti e luoghi d'interesse

### Castello di Cereseto

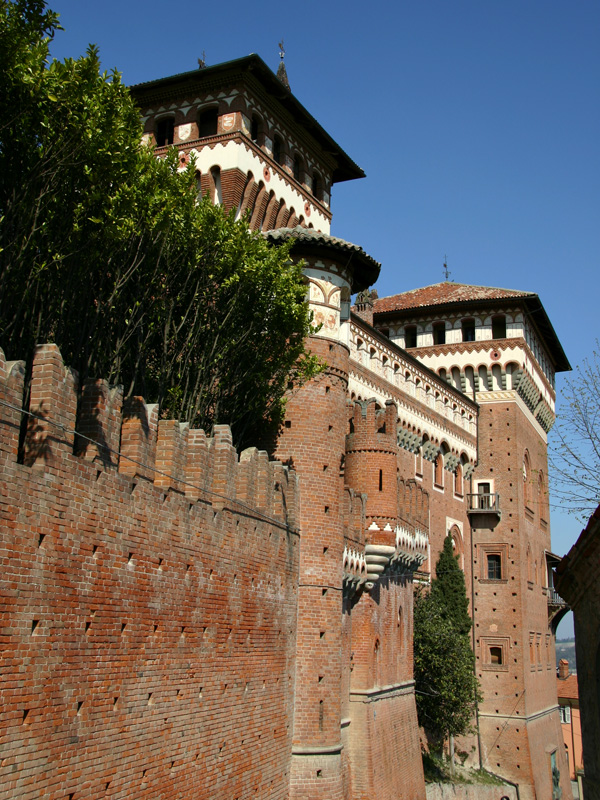
Il castello

Il Castello di Cereseto sorge nelle vicinanze di Casale Monferrato. L'attuale struttura è di origine relativamente recente e risale al 1900. Fu eretto dall'industriale e mecenate Riccardo Gualino, su progetto dell'ingegnere casalese Vittorio Tornielli. È ancora ben conservato esternamente in quanto abitato fino a pochi decenni fa.
Il castello però sorge sulle ceneri di una roccaforte molto più antica che venne completamente abbattuta nel 1600: la datazione dell'antica roccaforte ricade nel periodo medievale, in quanto Cereseto era un piccolo feudo nato tra il 500 e il 600 d.C. e tra il 900 ed il 1000 venne governato dalla nobile famiglia astigiana dei Groseverto ed è proprio in questo periodo che probabilmente venne eretta la roccaforte, poi abbattuta nel 1600 per lasciare spazio alla bellissima e sontuosa ricostruzione novecentesca che ancora oggi è possibile ammirare.
Nel 2019 a Torino, all'interno della importante mostra su Riccardo Gualino, sono stati esposte le opere e le fotografie storiche della vita all'interno del castello. Contemporaneamente la famiglia Sangiovanni, attuali proprietari, hanno aperto il castello ai visitatori ed attraverso una rappresentazione olografica del conte Gualino hanno accolto numerosi visitatori.
Il castello ed il suo stupendo parco sono stati visitati ed apprezzati dal Fondo Ambiente Italiano e sono oggetto di un progetto di ristrutturazione per trasformazione in albergo e centro eventi del Basso Monferrato.

## Società

### Evoluzione demografica
Negli ultimi 100 anni il comune ha perso oltre i due terzi della popolazione.
Abitanti censiti

## Infrastrutture e trasporti
La fermata di Serralunga-Cereseto è posta lungo la ferrovia Castagnole-Asti-Mortara, il cui traffico è sospeso dal 2012.

## Amministrazione
Di seguito è presentata una tabella relativa alle amministrazioni che si sono succedute in questo comune.
| Periodo        | Periodo        | Primo cittadino     | Partito                             | Carica  | Note  |
| -------------- | -------------- | ------------------- | ----------------------------------- | ------- | ----- |
| 18 giugno 1985 | 5 giugno 1990  | Enzo Lavagno        | Democrazia Cristiana                | Sindaco | [ 8 ] |
| 5 giugno 1990  | 24 aprile 1995 | Enzo Lavagno        | Democrazia Cristiana                | Sindaco | [ 8 ] |
| 24 aprile 1995 | 14 giugno 1999 | Enzo Lavagno        | centro                              | Sindaco | [ 8 ] |
| 14 giugno 1999 | 14 giugno 2004 | Giampiero Tribocco  | lista civica                        | Sindaco | [ 8 ] |
| 14 giugno 2004 | 8 giugno 2009  | Gian Piero Tribocco | lista civica                        | Sindaco | [ 8 ] |
| 8 giugno 2009  | 26 maggio 2014 | Renato Tribocco     | lista civica: rinnovamento Cereseto | Sindaco | [ 8 ] |
| 26 maggio 2014 | 26 maggio 2019 | Enzo Lavagno        | lista civica: Lavagno sindaco       | Sindaco | [ 8 ] |
| 26 maggio 2019 | 9 giugno 2024  | Enzo Lavagno        | lista civica: Lavagno sindaco       | Sindaco | [ 8 ] |
| 9 giugno 2024  | in carica      | Enzo Lavagno        | lista civica: Lavagno sindaco       | Sindaco | [ 8 ] |